# Adoretus acniceps
Adoretus acniceps är en skalbaggsart som beskrevs av Ohaus 1941. Adoretus acniceps ingår i släktet Adoretus och familjen Rutelidae. Inga underarter finns listade i Catalogue of Life.